# Tom e il doppio-gatto
Tom e il doppio-gatto (Cat and Dupli-cat) è un film del 1967 diretto da Chuck Jones e Maurice Noble. È il venticinquesimo dei 34 cortometraggi animati della serie Tom & Jerry prodotti da Jones con il suo studio Sib-Tower 12 Productions. Venne distribuito il 20 gennaio del 1967 dalla Metro-Goldwyn-Mayer.

## Trama
Remando su un secchio, Tom canta solennemente Santa Lucia, fino a raggiungere un molo. Jerry intanto, su una tazzina, rema cantando Santa Lucia stonatamente. Tom prende la tazza con Jerry, dopodiché si dirige verso una nave da crociera, dove cerca di prepararsi un tè, ma viene ostacolato da un gatto arancione, che vuole anch'esso appropriarsi di Jerry. I due gatti cercano entrambi di catturarlo, ma, ogni volta che uno lo prende, l'altro lo stordisce temporaneamente e cattura Jerry. Alla fine il gatto arancione lancia una bottiglia di champagne addosso a Jerry, che ubriacatosi lega tra di loro i due gatti, dopodiché si allontana, cantando Santa Lucia stonatamente.